# Biosfeerreservaat Kaukasus
Biosfeerreservaat Kaukasus, officieel Ch.G. Sjaposjnikov Staatsbiosfeerreservaat Kaukasus (Russisch: Кавказский государственный природный биосферный заповедник им. Х. Г. Шапошникова), is een zapovednik gelegen in het zuiden van Rusland in de Grote Kaukasus. Het gebied werd vernoemd naar de bioloog en oprichter van het reservaat, Christofor Georgiëvitsj Sjaposjnikov. De oprichting tot zapovednik vond plaats op 12 juni 1924 per decreet van de Raad van Volkscommissarissen van de Russische SFSR en is daarmee een van de oudste natuurreservaten van Rusland. Op 19 februari 1979 werd de zapovednik toegevoegd aan de lijst van biosfeerreservaten onder het Mens- en Biosfeerprogramma (MAB) van UNESCO. Bovendien vormt Biosfeerreservaat Kaukasus sinds 4 december 1999 de kern van het UNESCO-werelderfgoedgebied «Westelijke Kaukasus».

## Kenmerken
In Biosfeerreservaat Kaukasus beslaan bossen circa 62% van het grondgebied. Bossen zijn gelegen op hoogten tussen de 600 en 2.200 meter en bestaan uit Nordmann-sparren (Abies nordmanniana), oosterse beuk (Fagus orientalis), tamme kastanje (Castanea sativa), Kaukasische spar (Picea orientalis) en Kaukasische linde (Tilia dasystyla). Boven de 2.200 meter zijn subalpiene en alpenweiden te vinden. Deze beslaan 21% van het grondgebied. Circa 1% van het gebied is permanent besneeuwd en 16% bestaat uit meren en rivieren. In het reservaat zijn 63 gletsjers te vinden, met een gezamenlijke oppervlakte van 18,7 km².

## Flora en fauna
Het gebied kent een zeer hoge biodiversiteit omdat het Biosfeerreservaat Kaukasus qua reliëf en klimaat zeer divers is. Er zijn ongeveer 3.000 plantensoorten vastgesteld, meer dan 1.000 soorten schimmels, 74 zoogdieren en 241 vogels.
Veel soorten in het reservaat zijn endemisch voor de Kaukasus, waaronder soorten als het kaukasushert (Cervus elaphus maral), West-Kaukasische steenbok (Capra caucasica), Kaukasisch korhoen (Lyrurus mlokosiewiczi) en Kaukasisch berghoen (Tetraogallus caucasicus). Andere zoogdieren zijn bijvoorbeeld de wolf (Canis lupus), bruine beer (Ursus arctos), das (Meles meles), otter (Lutra lutra), steenmarter (Martes foina) en wisent (Bison bonasus). In 1983 was er een incidentele waarneming in het reservaat van een Perzische panter (Panthera pardus saxicolor) met twee jongen in de Boven-Mzymta-vallei, welke naderhand nooit meer zijn teruggevonden. De Perzische panter is een soort waarvan werd gedacht dat deze in de jaren 20 van de twintigste eeuw was verdwenen aan de Russische kant van de Westelijke Kaukasus. In de zomer van 2016 volgde de uitzetting van drie Perzische panters in de Boven-Mzymta-vallei, in de omgeving van de plek waar ze het laatst werden gezien. Het is het begin van een langlopend herintroductieproject dat door het WWF wordt ondersteund. De drie panters komen uit het in 2009 opgezette fokcentrum in Nationaal Park Sotsjinski.
Vogels in het reservaat zijn onder meer de zeldzame lammergier (Gypaetus barbatus) en typische hooggebergtebewoners als vale gier (Gyps fulvus), steenarend (Aquila chrysaetos), rotskruiper (Tichodroma muraria), rode rotslijster (Monticola saxatilis), alpenheggenmus (Prunella collaris) en grote roodmus (Carpodacus rubicilla).

## Afbeeldingen

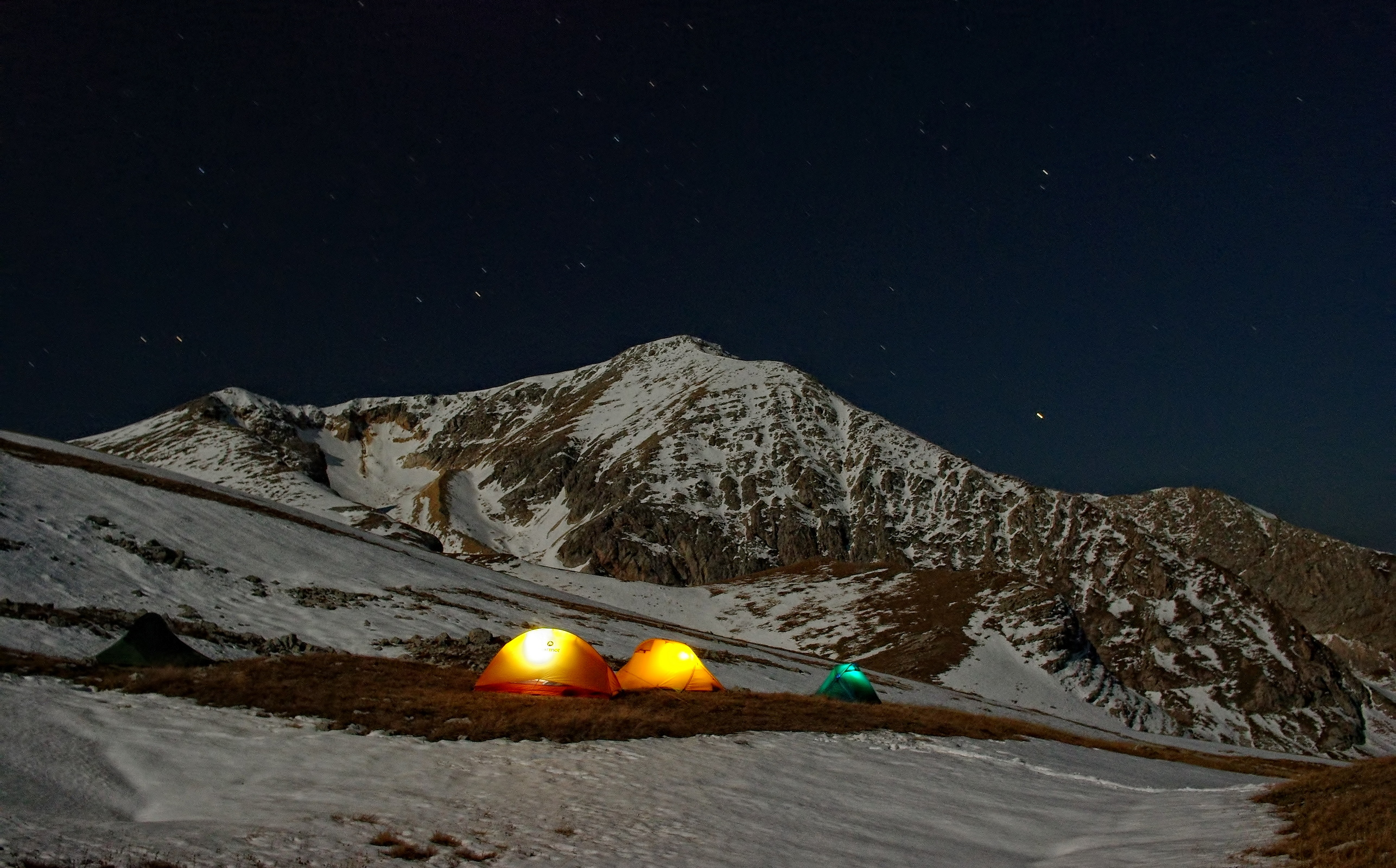
Overnachtende avonturiers op de helling van de Osjten.
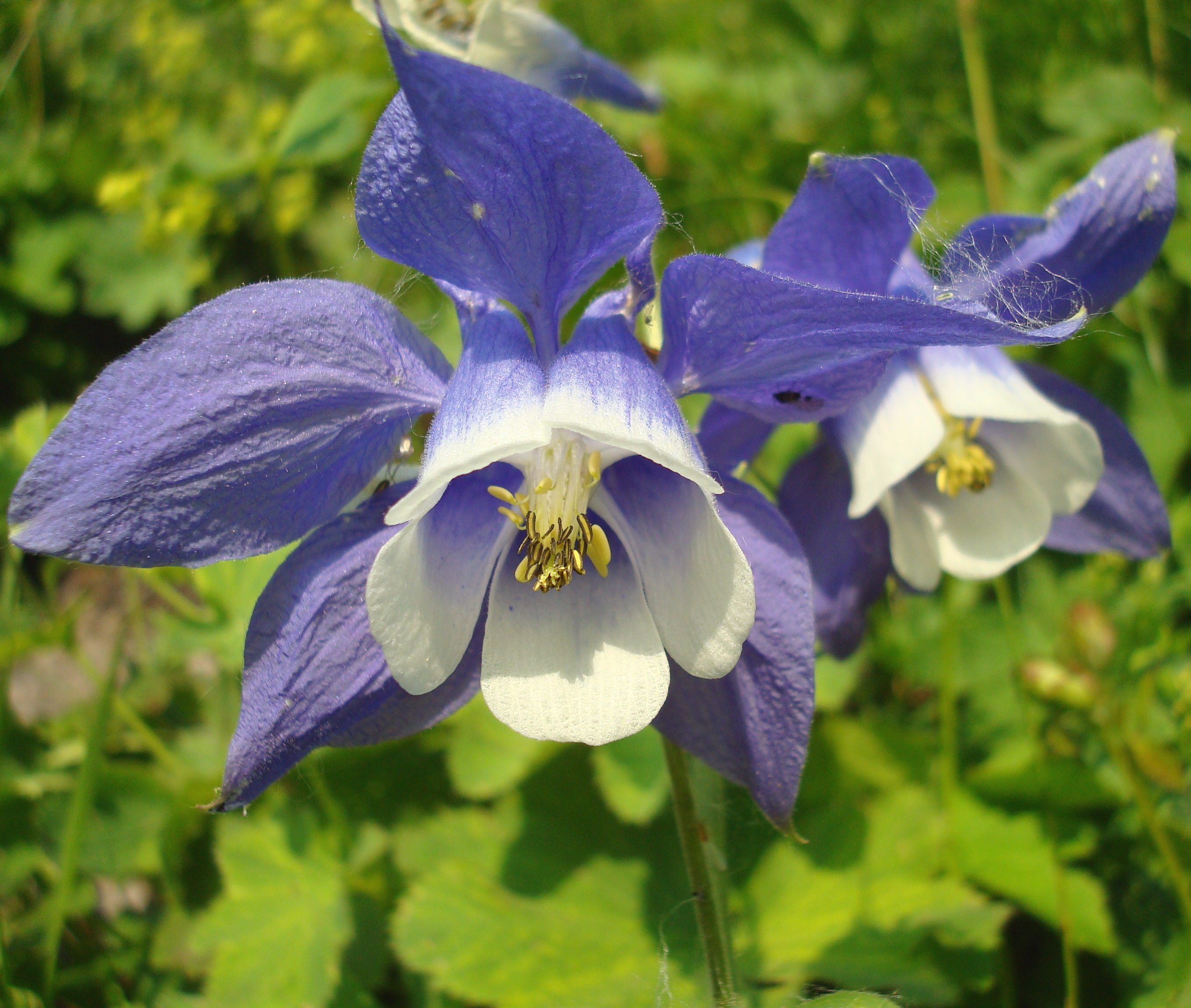
Aquilegia olympica in Biosfeerreservaat Kaukasus.
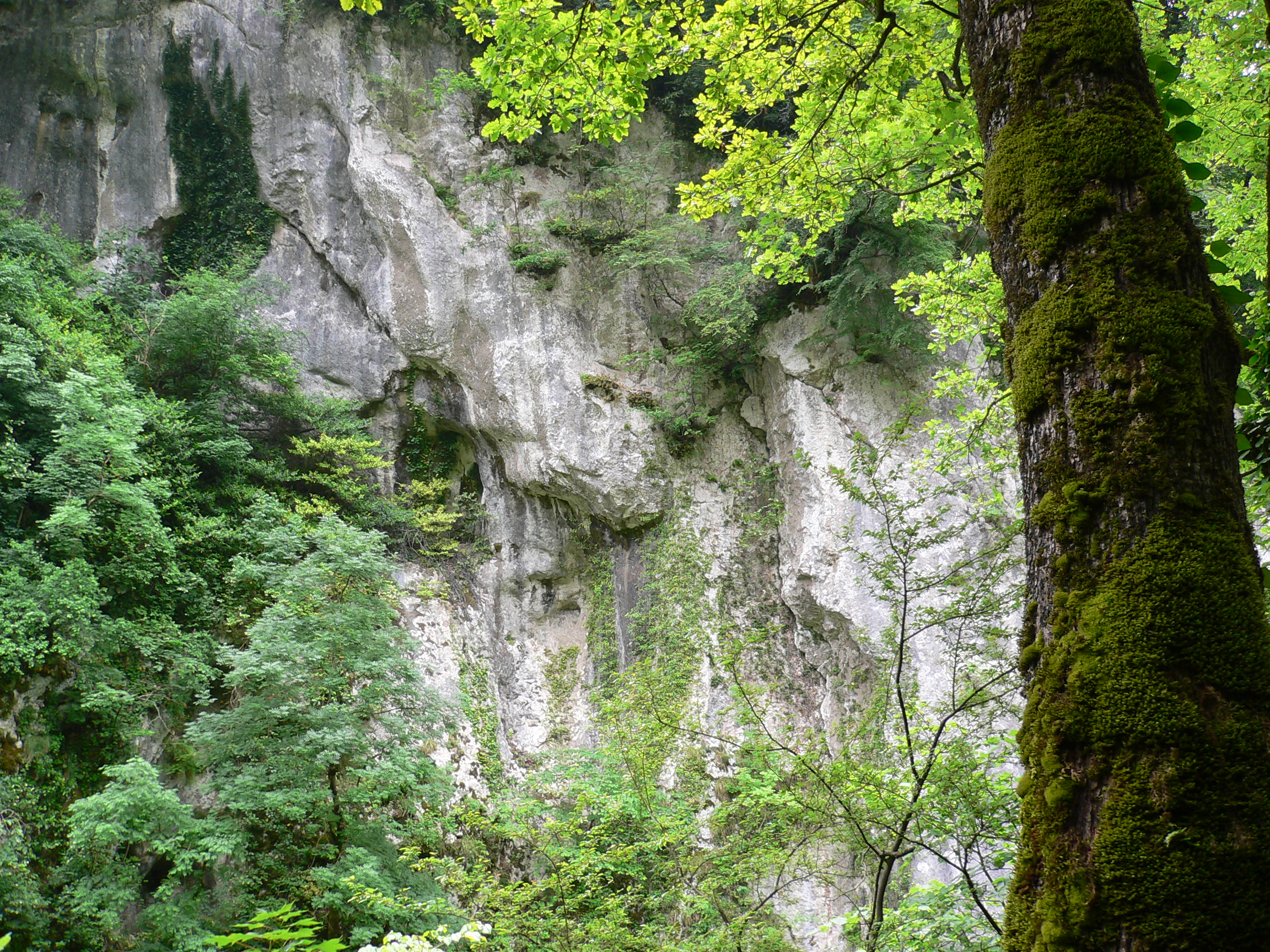
Een loofbos op een van de lagere hellingen in het gebied.
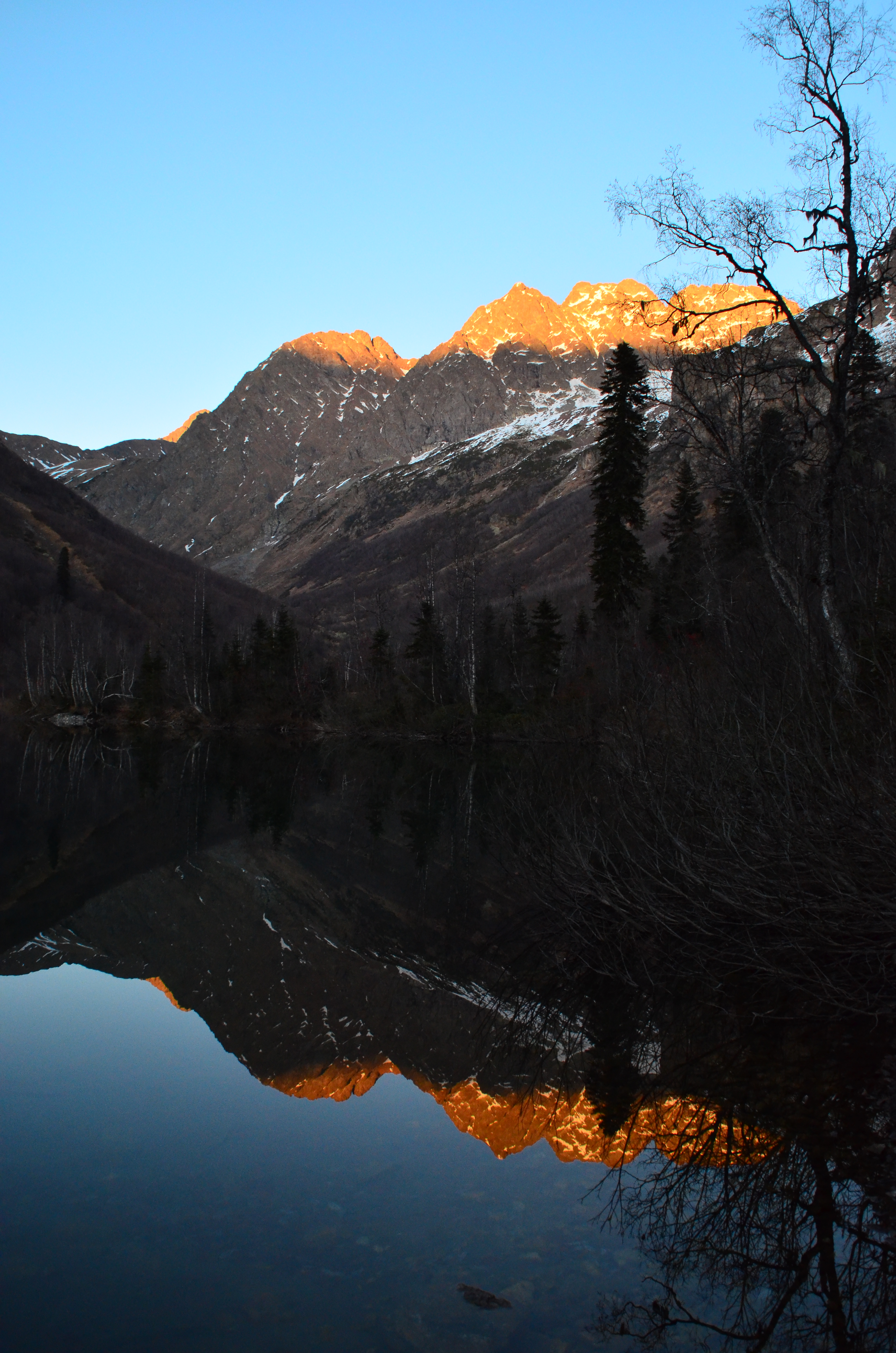
Kardyvatsj, een bergmeer in het reservaat.
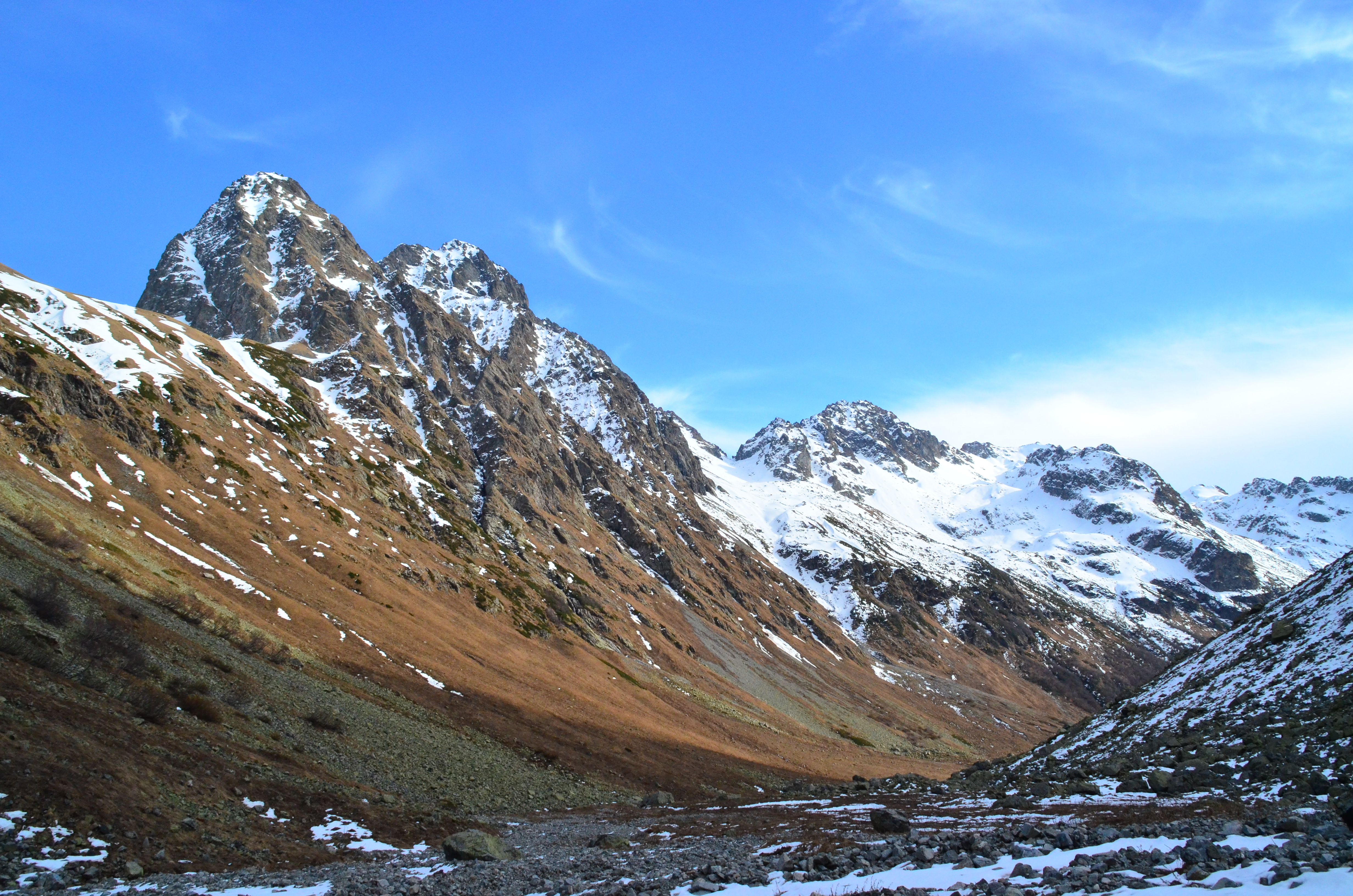
Hooggebergtelandschap.
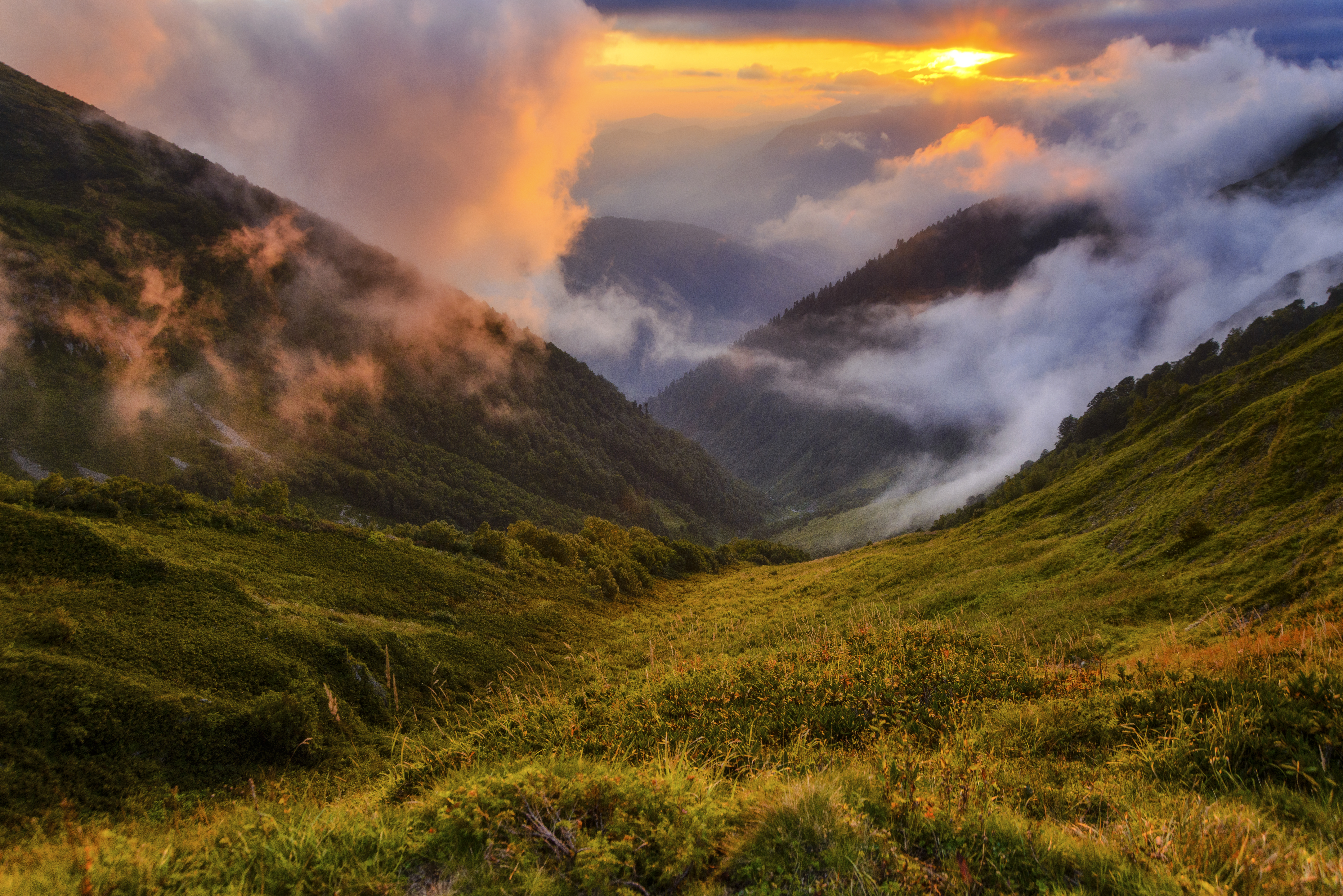
Zonsondergang bij de berg Bzerpi